# 興南客運
興南汽車客運股份有限公司（英語：Shing Nan Bus Co., Ltd.），簡稱興南客運，是臺灣的一家民營汽車客運公司，為大台南公車的營運業者之一，現時主要經營市區公車和幹支線公車，過去曾經營臺灣南部公路客運。
前身為1912年成立的台灣輕鐵株式會社，於1942年9月3日改組為興南乘合自動車株式會社。2013年12月幹支線公車路線整合後，其營運路線遍佈了整個臺南市，另外嘉義縣大埔鄉和高雄市阿蓮區、甲仙區也是該公司營運範圍。另投資旅行社及廣告業務。「紅閃電」車身塗裝曾是興南客運的註冊商標，2010年時部份車輛改用「大草原」車身塗裝，2014年之後現役車輛採用大台南公車形象車身塗裝、台灣好行塗裝。

## 歷史
台灣日治時期，1921年，台南士紳集資成立台灣輕鐵株式會社，經營手押台車與自動車。1941年9月3日，台灣輕鐵株式會社、新化軌道株式會社與佳里商會合併為興南乘合自動車株式會社，專營汽車客運。1943年7月3日，株主總會（股東會）通過改組案，和田二三松任取締役社長（董事長），辛西淮任取締役副社長（副董事長）。
1945年，戰後中華民國政府接收台灣，將在台日本人遣返日本。11月25日，和田二三松辭去社長職務，其餘日本人取締役（董事）及監查役（監察人）亦辭職，會社進行改組，由辛西淮出任社長。
1946年1月20日，興南乘合自動車株式會社改名興南公共汽車股份有限公司。1947年4月26日，奉臺灣省公路局指示，興南公共汽車股份有限公司改名興南汽車客運股份有限公司，第一代總部與臺南總站設於臺南市成功路與立人街（今西門路三段）路口。

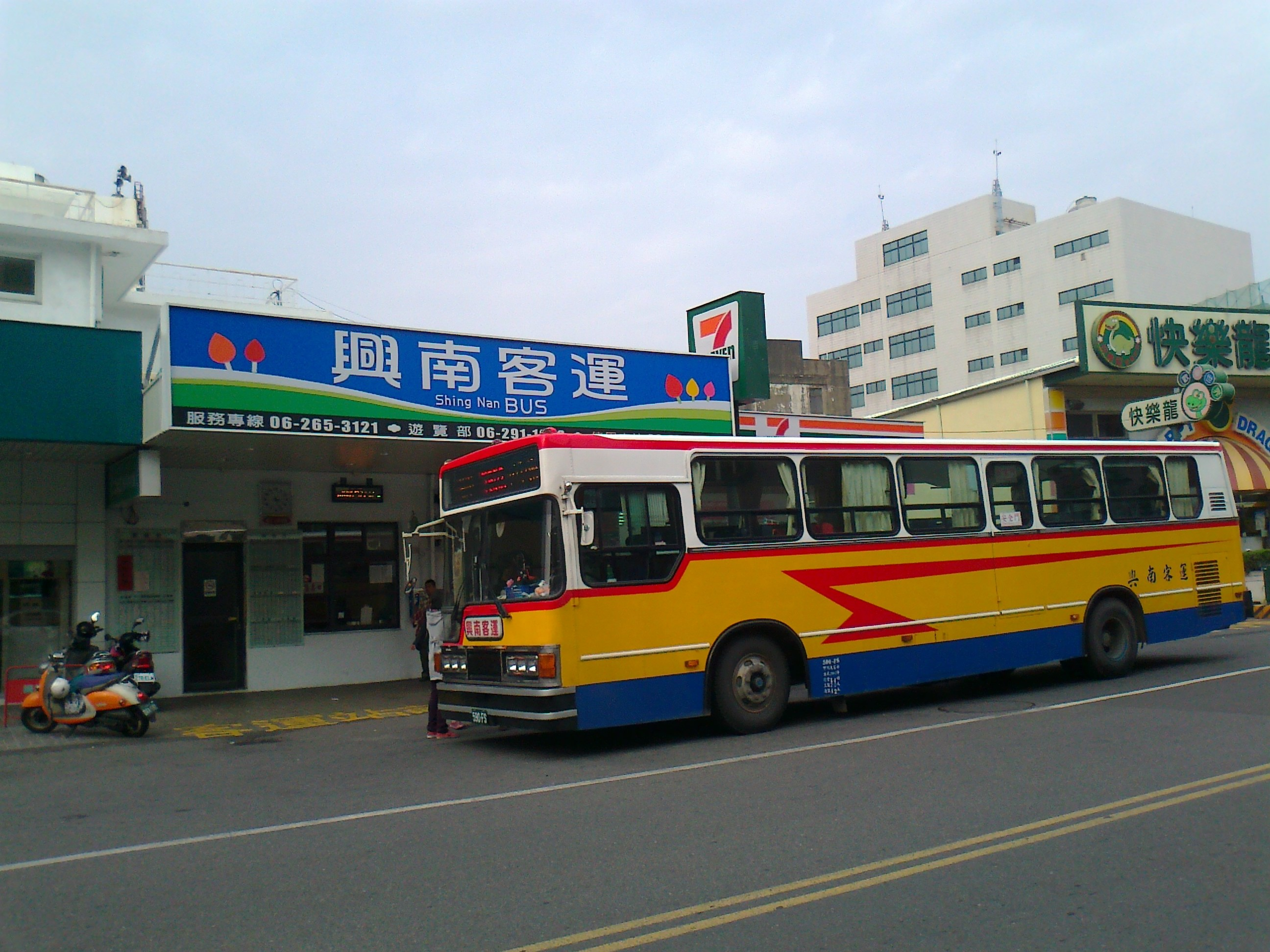
興南客運的「紅閃電」塗裝

### 發展歷程
- 1967年8月15日，興南客運總部遷至臺南市逢甲路284號（今西門路一段）。1971年2月4日及8月16日，興南客運臺南總站分批遷至總部樓下營業。
- 1973年6月1日：興南客運保養廠與機料課遷往臺南縣新化鎮（今臺南市新化區），原廠地變更為臺南總站停車場。
- 1976年：興南客運在臺南總站旁增購土地，興建辦公大樓與總站候車室。
- 1977年5月中旬：興南客運辦公大樓與總站候車室全部完工。
- 1978年4月18日：興南客運在臺南市安平工業區新樂路購置5600坪土地，興建修理廠房與辦公大樓。
- 1980年6月30日：興南客運修理廠房與辦公大樓全部完工，地址為臺南市新樂路72號，並於同年7月17日遷入。
- 1999年6月1日：因應協成客運倒閉，其路線整併成5條路線接駛。
- 2003年9月1日：因應臺南客運結業倒閉，接駛其大部分公路客運路線。興南客運營運範圍增加南關線各鄉鎮及內門、旗山、里港等地。
- 2008年1月：因應臺灣高鐵通車，開始行駛4條接駁路線。
- 2007年中：「臺南－甲仙－桃源」線因營運許可到期停駛，退出高雄縣桃源鄉。這時興南客運面臨多條偏鄉路線停駛風潮，不過在地方民代的協助下，保留大部分偏鄉路線。

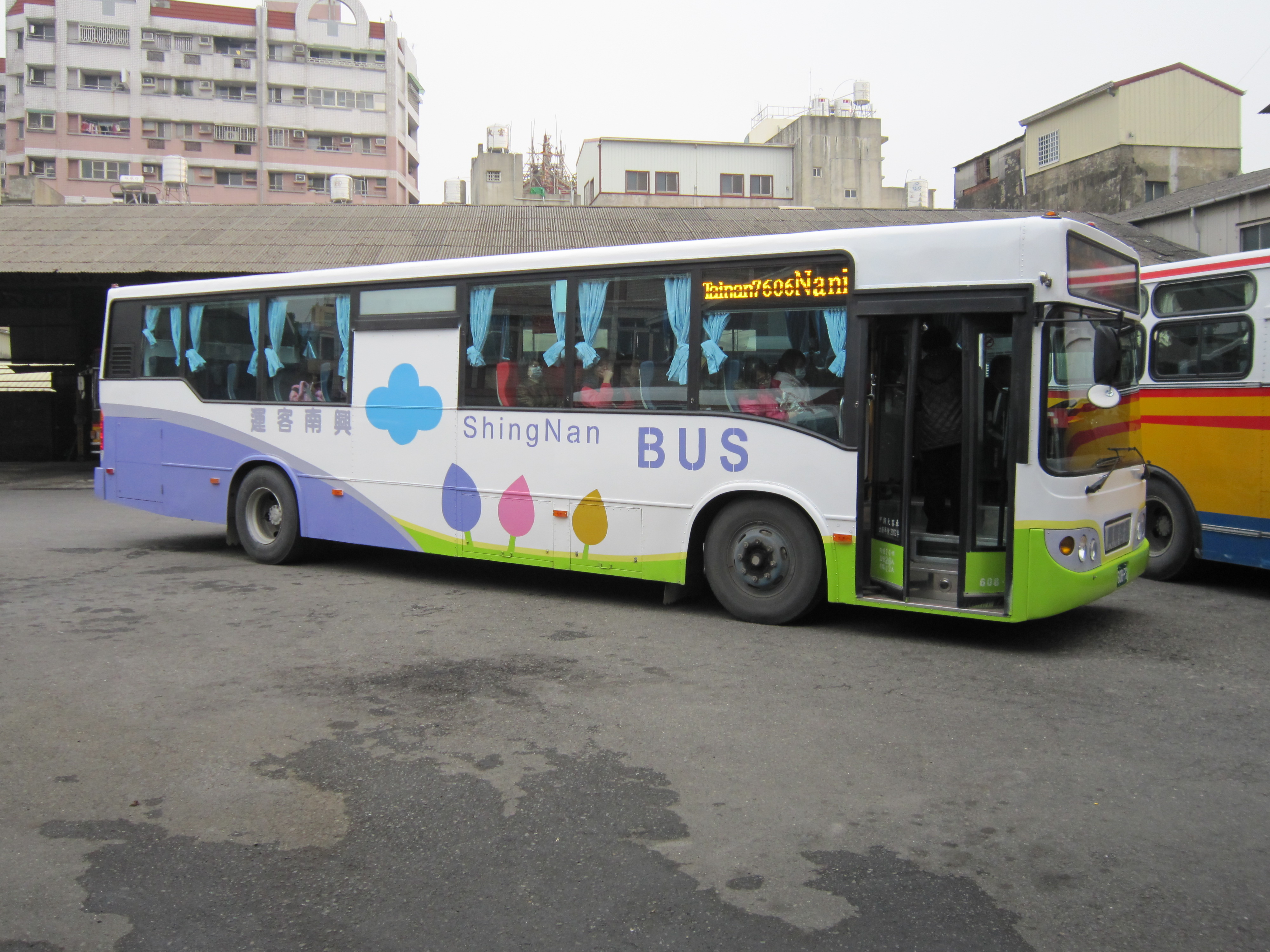
2010年推出的「大草原」塗裝

- 2010年：購置協億車體的HINO高巴10輛，終結了自2000年以後的10年無新車購入的空窗期。
  - 自2010年開始至2019年底，興南客運一共購買190輛新車，已在2019年底全部淘汰所有來自其他業者之二手車，邁入全面自購車的時代。而2010年中巴因有低地板公車替換故有部分車輛淘汰。
- 2011年1月3日：因應臺鐵沙崙線通車，停駛H32（台南公園－高鐵）、H61（南科－高鐵）路線。
- 2011年：接收桃園客運2008年鑫威車體製遊覽車（紅牌）。
- 2011年12月：第一階段公路客運路線移撥為臺南市市區公車，加入臺南市公車之經營行列。
- 2012年1月1日：台灣好行7702路雲嘉南濱海線（高鐵嘉義站－台灣鹽博物館）開通，與新營客運、嘉義客運一同聯營。
- 2012年12月：第二階段公路客運路線移撥為臺南市市區公車，公路客運路線僅剩7702、9122路。
- 2013年1月1日：與新營客運一同退出台灣好行7702路雲嘉南濱海線之經營，由嘉義客運獨自經營。
- 2013年3月1日：綠幹支線開通，首月免費搭乘。
- 2013年4月1日：藍幹支線開通，首月免費搭乘。
- 2013年4月1日：退出與高雄客運聯營之9122路之經營，結束所有公路客運路線之營運業務。從此興南客運退出內門區、旗山區、里港鄉。
- 2013年5月1日：棕幹線開通，首月免費搭乘。
- 2013年6月1日：橘幹支線開通，至7月7日前免費搭乘。
- 2013年7月1日：黃幹支線開通，首月免費搭乘。
- 2013年8月1日：紅幹支線開通，首月免費搭乘。
- 2013年8月1日：永華站停止營業，其店面已出租。
- 2013年9月23日：新化站開始進行整修。

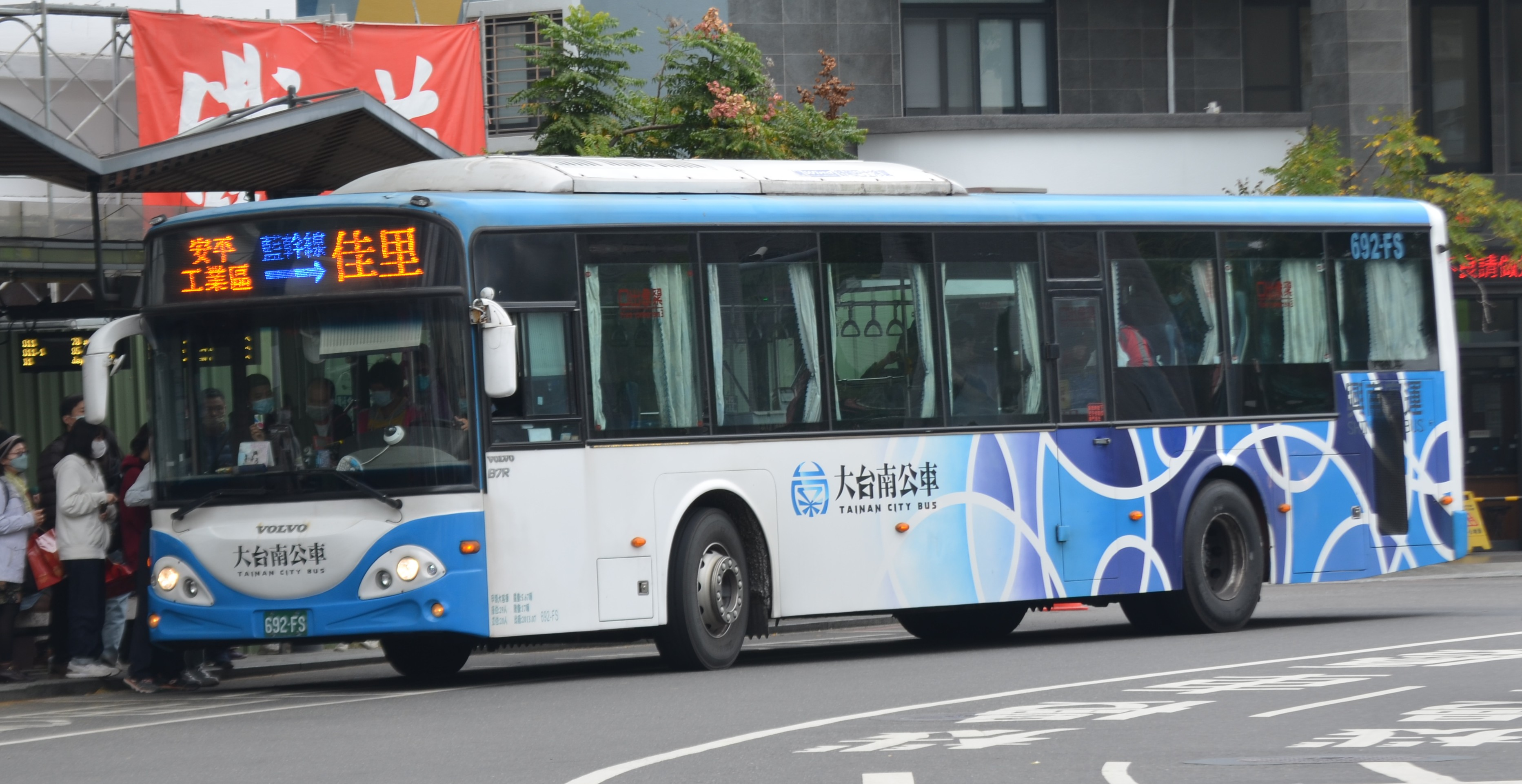
2014年起使用大台南公車塗裝

- 2014年2月22日：新化站及玉井站整修啟用。
- 2014年9月22日：綠17線增開「安工區－大灣高中」區間車。
- 2014年11月1日：增闢綠20-1假日公車（玉井－虎頭山）。
- 2014年11月13日：善化轉運站啟用。
- 2015年4月3日：因19路市區公車通車，綠17線區間車（安工區－大灣高中）停駛。
- 2015年4月16日：因應公車進校園政策，紅14線（關廟轉運站－高鐵台南站）延駛至長榮大學。
- 2015年4月25日：增闢紅3-1都會公園藝文公車，為一環狀路線，逢例假日行駛。
- 2015年5月1日：雙門大巴增設中門驗票機啟用。採「前上後下」原則，以減少上下車時間。
- 2015年11月22日：綠幹線正式啟用公車優先號誌系統。
- 2016年1月1日：藍幹線、紅幹線啟用公車優先號誌系統。
- 2016年5月25日：關廟轉運站改建完工啟用，由興南客運取得三年經營權。
- 2017年1月1日：棕幹線、橘幹線、黃幹線啟用公車優先號誌系統。
- 2017年10月1日：綠7線增開「新化－新市火車站」區間車。
- 2019年1月18日：綠20線（晚上8時後）、綠20-1線及綠21線（平日班次）轉為小黃公車，改由台一大車隊行駛。
- 2019年3月4日：70左、70右中華環線電動公車啟航典禮，於隔日3月5日正式通車。[2]
- 2019年5月31日：橘11-1線（下營區公所－麻豆轉運站－臺南公園）啟航記者會，於隔日6月1日正式通車。[3]
- 2019年8月1日：綠12線平日增開「左鎮果菜市場－南化區公所」區間車。
- 2020年2月1日：綠12線「新化－南化區公所」區間車平日增開延駛臺南轉運站班次。
- 2020年5月28日：紅11線（早上8時後）、紅12線及紅13線（晚上8時半後）轉為小黃公車，改由皇冠交通行駛。
- 2020年6月19日：山博行假日公車啟航記者會，於隔週6月25日正式通車。[4]
- 2020年12月1日：增闢紅1-1假日公車（關廟－旺萊公園）。
- 2022年3月31日：藍12線（佳里－後港－青鯤鯓）停駛。
- 2022年6月1日：綠21線（玉井－龜丹油礦）移交給台一大車隊小黃公車經營。
- 2023年7月1日：H62（奇美醫院－高鐵台南站）結束與高鐵公司聯合行銷契約，改制為市區公車62路。
- 2023年8月15日：H31（台南市政府－高鐵台南站）移交給漢程客運經營。
- 2024年5月1日：山博行假日公車停駛。
- 2024年11月11日：橘10-1線（麻豆－官田工業區）移交給皇冠交通小黃公車經營。
- 2024年12月9日：藍25線（佳里－台南科工區）移交給皇冠交通小黃公車經營。
- 2025年3月8日：紅3-1線（保安轉運站－臺南航空站－保安轉運站）停駛。
- 2025年7月31日：168路台灣好行虎埤老街線啟航記者會，於隔日8月1日正式通車。[5]

## 場站資訊

### 營運中場站
| 站名       | 備註 |
| ---------- | --- |
| 安平工業區 | 公司總部，隔壁有7-Eleven進駐 |
| 臺南火車站 | 原為中西區中山路182號之臺南東站，2012年12月起移至現地和府城客運共站。搭車往原台南縣各地在北站上車，往臺南轉運站（藍幹線除外）、安工區在南站上車。 |
| 佳里站     | 原址位於中山路410號，隔壁有7-Eleven進駐。維修廠位於成功路206號                                                                                    |
| 新化站     | 隔壁有7-Eleven進駐。維修廠位於新化派出所斜對面 |
| 麻豆站     | 僅有辦理車輛調度業務（如需服務請至佳里站），場站外設有公車站牌，現名為文昌                                                                        |
| 玉井站     | 隔壁有7-Eleven進駐。維修廠位於三和里（南185鄉道上）。                                                                                             |
| 楠西站     | 目前僅剩候車空間及洗手間 |

### 已廢止場站
| 站名   | 備註                                                                                     |
| ------ | ---------------------------------------------------------------------------------------- |
| 臺南站 | 位於以往第一代總站附近，現僅有站牌。大台南公車開通前原名西門站，現名為西門健康立體停車場 |
| 永華站 | 2013年8月起停止營業，現僅有站牌，站房目前改為情趣商店承租。大台南公車開通前原名臺南站    |
| 學甲站 | 已關閉，現僅有站牌與候車處                                                               |
| 善化站 | 已拆除                                                                                   |
| 關廟站 | 關廟國中附近（原台南客運車站），目前已拆除，現僅有站牌與候車亭，現名為關廟國中           |

### 公辦轉運站
| 站名       | 備註                                 |
| ---------- | ------------------------------------ |
| 麻豆轉運站 | 原果菜市場辦公室改建，與國道客運共站 |
| 善化轉運站 | 善化火車站前                         |
| 保安轉運站 | 原警察宿舍改建                       |
| 關廟轉運站 | 原果菜市場改建                       |

## 經營路線
興南客運目前經營大台南公車61條幹支線公車路線（獨營53條，聯營8條）、2條市區公車路線、2條台灣好行路線。

### 市區公車
| 市區公車 |                        |                        |                            |              | |
| 路線色   | 路線                   | 起站                   | 經由                       | 迄站         | 備註 |
|          | 62                     | 奇美醫院               | 南紡購物中心、台南文化中心 | 高鐵台南站   | - 部分班次延駛桂田酒店。 - 部分班次繞駛六甲里、沙崙國際高中。 - 兩段票收費，分段點：仁德交流道。 - 緩衝區：富農街口－仁德。 |
| 70左     | 永華市政中心（府前路） | 健康路、香格里拉飯店   | 永華市政中心（府前路）     | - 中華環線。 | |
| 70右     | 永華市政中心（府前路） | 中華北路、香格里拉飯店 | 永華市政中心（府前路）     | - 中華環線。 | |

### 幹支線公車
臺南市政府為提升大眾運輸服務品質，提出「公車捷運化」計畫，整併原繁複路線、以六條主要幹線及其支線服務全市各地區。

#### 綠線
| 綠幹線及綠支線公車 |              |                    |              | |                  |
| 路線色             | 路線         | 起站               | 經由         | 迄站 | 備註             |
|                    | 綠幹線       | 臺南轉運站         | 新化         | 玉井 | - 經台南火車站。 |
| 綠幹線區間車(西)   | 臺南轉運站   |                    | 新化         | - 經台南火車站。 |                  |
| 綠幹線區間車(東)   | 新化         |                    | 玉井         | |                  |
| 綠1                | 新化         | 南科商場           | 善化轉運站   | - 經新市火車站。 |                  |
| 綠2                | 新化         | 南科實中           | 山上市場     | - 經新市火車站、善化轉運站。                                                                                                 |                  |
| 綠3                | 新化         | 樹谷園區           | 善化轉運站   | - 經新市火車站。 |                  |
| 綠4                | 新化         | 陽光電城           | 善化轉運站   | - 經新市火車站、南科火車站。                                                                                                 |                  |
| 綠5                | 永康火車站   | 新市               | 大社         | - 經新市火車站。 |                  |
| 綠6                | 新化         | 潭頂               | 大社         | - 經新市火車站。 |                  |
| 綠7                | 新化         | 大營               | 大社         | - 經新市火車站。 |                  |
| 綠7區間車          | 新化         |                    | 新市火車站   | |                  |
| 綠10               | 新化         | 那拔林、山上       | 明和里       | |                  |
| 綠11               | 新化         | 山上               | 善化轉運站   | |                  |
| 綠12               | 新化         | 南化               | 玉山         | |                  |
| 綠12區間車(1)      | 新化         | 左鎮               | 南化國中     | - 部分班次延駛臺南轉運站。                                                                                                   |                  |
| 綠12區間車(2)      | 左鎮果菜市場 |                    | 南化國中     | |                  |
| 綠13               | 新化         | 岡林               | 左鎮果菜市場 | |                  |
| 綠13區間車         | 新化         | 大坑               | 慈蓮寺       | - 例假日停駛。 |                  |
| 綠14               | 新化         | 新化高工、三十六崙 | 九層嶺       | - 與台一大車隊聯營。 |                  |
| 綠15               | 新化         | 知義營房           | 五甲勢       | - 與台一大車隊聯營。 |                  |
| 綠16               | 新化         | 埤頭里、關廟轉運站 | 關廟國中     | - 部分班次繞駛統一花園社區（不經新化體育公園）。 - 首班車延駛歸仁區公所(中正北路)（經新豐高中）。 - 部分班次延駛高鐵台南站。 |                  |
| 綠17               | 安平工業區   | 大灣               | 新化         | - 經台南火車站。 - 每週二、五部分班次繞駛安平港旅客服務中心。                                                                |                  |
| 綠20               | 玉井         | 楠西               | 永興吊橋     | - 與台一大車隊聯營。 |                  |
| 綠22               | 玉井         | 楠西               | 梅嶺         | - 例假日停駛。 |                  |
| 綠23               | 玉井         | 楠西               | 雙溪新社區   | |                  |
| 綠24               | 玉井         | 楠西               | 曾文管理局   | - 部分班次延駛曾文水庫觀景樓。 - 07:20玉井站發車班次繞駛南區水資源局。 - 延駛至觀景樓時橫跨嘉義縣、台南市兩地。              |                  |
| 綠25               | 玉井         | 楠西               | 大埔         | - 本路線橫跨嘉義縣、台南市兩地。                                                                                             |                  |
| 綠26               | 玉井         | 北寮               | 甲仙         | - 06:35甲仙發車班次繞駛玉井區體育公園。 - 本路線橫跨台南市、高雄市兩地。                                                     |                  |
| 綠27               | 玉井         | 南化               | 茄苳橋       | - 06:15玉井站發車班次繞駛羌黃坑。 - 部分班次繞駛玉井區體育公園。                                                             |                  |
| 綠27區間車         | 玉井         |                    | 南化區公所   | - 17:15南化區公所發車班次繞駛羌黃坑。                                                                                        |                  |

#### 藍線
| 藍幹線及藍支線公車 |            |                |                  |                                      |                                               |
| 路線色             | 路線       | 起站           | 經由             | 迄站                                 | 備註                                          |
|                    | 藍幹線     | 安平工業區     | 西港             | 佳里                                 | - 經台南火車站。 - 全線電動低地板無障礙公車。 |
| 藍1                | 佳里       | 苓子寮、西埔內 | 南鯤鯓           |                                      |                                               |
| 藍2                | 佳里       | 溪底寮、井仔腳 | 南鯤鯓           | - 部分班次繞駛井仔腳、蘆竹溝。       |                                               |
| 藍3                | 佳里       | 學甲           | 蘆竹溝           |                                      |                                               |
| 藍3區間車          | 佳里       |                | 學甲             | - 佳里站05:25發車，於學甲05:40折返。 |                                               |
| 藍10               | 佳里       | 馬沙溝         | 將軍漁港         | - 部分班次繞駛中社。                 |                                               |
| 藍10區間車         | 佳里       |                | 馬沙溝           |                                      |                                               |
| 藍11               | 佳里       | 城子內         | 青鯤鯓           |                                      |                                               |
| 藍13               | 佳里       | 城子內         | 西寮             |                                      |                                               |
| 藍20               | 佳里       | 台區、青鯤鯓   | 馬沙溝遊憩區     |                                      |                                               |
| 藍21               | 佳里       | 義合           | 九塊厝           |                                      |                                               |
| 藍22               | 佳里       | 七十二份       | 九塊厝           |                                      |                                               |
| 藍23               | 安平工業區 | 海尾           | 九塊厝           |                                      |                                               |
| 藍24               | 安平工業區 | 土城子         | 青草里           |                                      |                                               |
| 藍24區間車         | 安平工業區 | 土城子         | 聖母廟（安中路） |                                      |                                               |

#### 棕線
| 棕幹線公車 |        |      |                        |      |                                                             |
| 路線色     | 路線   | 起站 | 經由                   | 迄站 | 備註                                                        |
|            | 棕幹線 | 新營 | 新營轉運站、鹽水、學甲 | 佳里 | - 部分班次繞駛麻油寮（不經大豐南天宮）。 - 與新營客運聯營。 |

#### 橘線
| 橘幹線及橘支線公車 |            |                              |                              |                                                                                            |                                      |
| 路線色             | 路線       | 起站                         | 經由                         | 迄站                                                                                       | 備註                                 |
|                    | 橘幹線     | 佳里                         | 麻豆轉運站、善化轉運站、大內 | 玉井                                                                                       | - 颱風天僅行駛佳里－善化轉運站區間。 |
| 橘1                | 善化轉運站 | 大內                         | 蒙正                         | - 05:40善化轉運站發車班次繞駛環湖（嗚頭）。                                                |                                      |
| 橘2                | 胡厝寮     | 善化轉運站                   | 大內教會                     |                                                                                            |                                      |
| 橘3                | 善化轉運站 | 安定、和順                   | 和順轉運站                   | - 部分班次延駛臺南轉運站（不經和順轉運站）。 - 部分班次繞駛許中營。                        |                                      |
| 橘4                | 善化轉運站 | 國立臺南藝術大學             | 烏山頭水庫                   |                                                                                            |                                      |
| 橘4-1              | 善化轉運站 | 官田工業區                   | 六甲                         |                                                                                            |                                      |
| 橘5                | 善化轉運站 | 官田遊客中心                 | 六甲                         |                                                                                            |                                      |
| 橘10               | 大地莊園   | 麻豆轉運站、隆田火車站、六甲 | 臺南藝術大學                 |                                                                                            |                                      |
| 橘10區間車(1)      | 大地莊園   | 麻豆轉運站                   | 隆田火車站                   | - 大地莊園16:00發車，於隆田火車站17:30折返。                                               |                                      |
| 橘10區間車(2)      | 大地莊園   | 麻豆轉運站、隆田火車站       | 六甲                         | - 大地莊園06:55發車，於六甲08:05折返。                                                     |                                      |
| 橘10區間車(3)      | 麻豆轉運站 | 隆田火車站                   | 六甲                         |                                                                                            |                                      |
| 橘11               | 麻豆轉運站 |                              | 西港                         | - 部分班次延駛下營區公所、安南醫院。 - 部分班次延駛臺南轉運站（不經安南醫院）。            |                                      |
| 橘11-1             | 麻豆轉運站 | 西港、和順                   | 臺南轉運站                   | - 部分班次延駛下營區公所。 - 部分班次繞駛成大醫院（勝利路）。 - 跳蛙公車，僅停靠部分站點。 |                                      |
| 橘12               | 麻豆轉運站 | 善化轉運站                   | 臺南轉運站                   | - 經南科實中、新市火車站、台南火車站。                                                     |                                      |
| 橘20               | 大內教會   | 環湖                         | 玉井                         |                                                                                            |                                      |

#### 黃線
| 黃幹線及黃支線公車 |            |              |                  |                    |                    |
| 路線色             | 路線       | 起站         | 經由             | 迄站               | 備註               |
|                    | 黃幹線     | 白河站       | 新營、柳營、下營 | 麻豆轉運站         | - 與新營客運聯營。 |
| 黃20               | 麻豆轉運站 | 下營、紅毛厝 | 林鳳營火車站     | - 與皇冠交通聯營。 |                    |

#### 紅線
| 紅幹線及紅支線公車 |            |                                |                        | |                                                           |
| 路線色             | 路線       | 起站                           | 經由                   | 迄站 | 備註                                                      |
|                    | 紅幹線     | 安平工業區                     | 臺南火車站、仁德、歸仁 | 關廟轉運站                                                                                                 | - 部分班次延駛至龍崎。 - 部分班次繞駛新豐高中、歸仁國中。 |
| 紅1                | 臺南轉運站 | 太子廟、歸仁                   | 關廟轉運站             | |                                                           |
| 紅2                | 臺南轉運站 | 大灣、上崙子                   | 關廟轉運站             | - 首班車延駛至西門健康立體停車場，不經臺南轉運站。 - 07:05西門健康立體停車場發車班次繞駛中華醫事科技大學。 |                                                           |
| 紅3                | 臺南轉運站 | 臺南航空站、高鐵臺南站         | 關廟轉運站             | - 部分班次繞駛文賢德成路口、長榮大學。                                                                     |                                                           |
| 紅4                | 臺南轉運站 | 中華醫事科技大學、後壁厝       | 奇美博物館（後門）     | |                                                           |
| 紅10               | 關廟轉運站 | 永康火車站                     | 奇美醫院               | - 部分班次繞駛烏竹里、大灣高中。                                                                           |                                                           |
| 紅11               | 關廟國中   | 關廟轉運站、新光里彩繪村、龍崎 | 牛埔農塘               | - 與皇冠交通聯營。                                                                                         |                                                           |
| 紅13               | 關廟轉運站 | 五甲、深坑、布袋               | 阿蓮                   | - 本路線橫跨台南市、高雄市兩地。 - 與皇冠交通聯營。                                                        |                                                           |
| 紅14               | 關廟轉運站 | 歸仁、高鐵臺南站               | 長榮大學               | |                                                           |

### 台灣好行
| 台灣好行 |      |            |                    |                                |                        |
| 路線色   | 路線 | 起站       | 經由               | 迄站                           | 備註                   |
|          | 168  | 新市火車站 | 新化、虎頭埤風景區 | 大坑休閒農場                   | - 台灣好行虎埤老街線。 |
| 梅嶺線   | 玉井 | 楠西       | 梅嶺               | - 例假日行駛，台灣好行梅嶺線。 |                        |

## 使用車輛

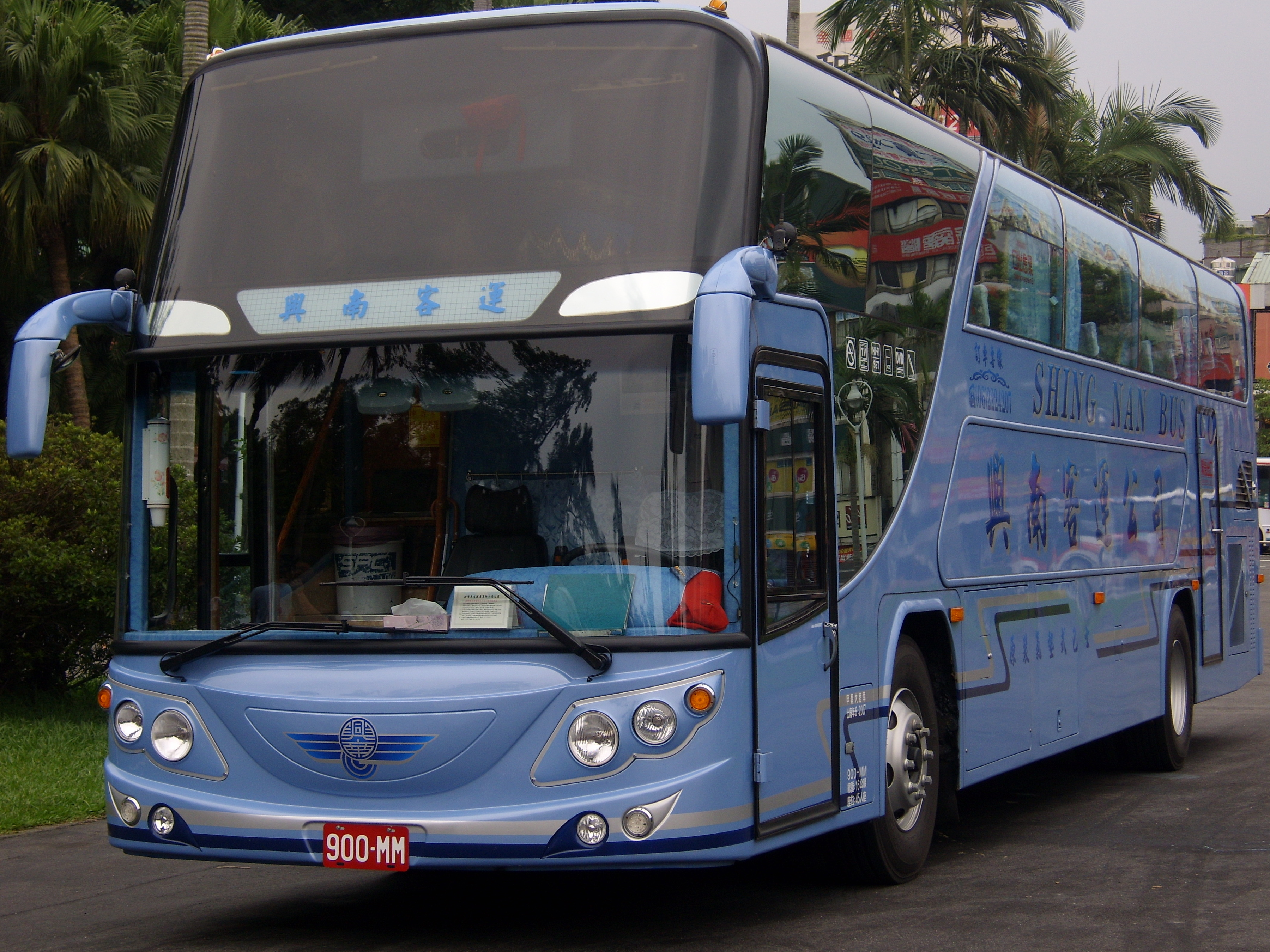
興南客運遊覽部的日野RN四期

## 意外
黃幹線自撞車禍
2017年10月9日，黃幹線公車6:30麻豆轉運站發車班次062-U9，於7:28時在新營區中山路與民族路十字路口前逐漸偏離車道，撞上號誌桿、消防栓後，再撞上證券行門口的鋼柱才停下，原因為司機突發心臟病，自撞時無生命跡象，後為乘客及救護人員進行CPR及電擊後才恢復生命跡象，車上6名乘客受到皮肉傷，事故車輛已於2018年1月11日重新上線營運。

## 外部連結
- 興南客運 （页面存档备份，存于）（繁體中文）